# Andreas Wenning
Andreas Wenning (* 1965) ist ein deutscher Architekt mit dem Spezialgebiet „Baumhäuser“. Er lebt und arbeitet in Bremen.

## Leben
Nach einer Tischlerlehre absolvierte Wenning ein Architekturstudium in Bremen. Für seine Diplomarbeit entwarf er ein Kommunikationszentrum an den Klippen von Dover. Zunächst arbeitete Wenning dann in verschiedenen Architekturbüros in Deutschland und Australien. 2003 gründete er sein eigenes Unternehmen und konstruierte im selben Jahr sein erstes Baumhaus auf dem Plendelhof in Bassum bei Bremen. Es folgten Entwürfe und Realisationen von Baumhaus-Projekten in Europa, Brasilien, Argentinien und USA, dazu Vorträge, Lehrtätigkeit und Veröffentlichungen.

## Arbeit
Seit nunmehr elf Jahren erarbeitet Andreas Wenning Entwürfe und Realisationen für Baumhäuser. Vom kleinsten Projekt – einem vier Quadratmeter kleinen Kinder-Baumhaus in Stuttgart – bis zu seinem bisher größten Objekt, einem 50 m² großen Konferenzbaumhaus in Belgien.
Inzwischen ist Wenning auch international bekannt und hat weltweit derzeit etwa 50 Baumhausprojekte abgeschlossen, darunter Hotel-Bauten in der Schweiz, in Florida, in Argentinien und Frankreich.
In Deutschland arbeitet Andreas Wenning aktuell mit dem Berliner Unternehmer Kolja Stegemann am Projekt „The Urban Treehouse“ (Das städtische Baumhaus). Auf Stegemanns Familien-Grundstück in Berlin-Zehlendorf, am Quermatenweg, sollen bis Ende April 2014 zwei moderne Baumhäuser entstehen. Die Baukosten sollen sich auf ca. 100.000 Euro belaufen.
Stegemann will die Baumhäuser einerseits an Touristen vermieten (jeweils ca. 140 Euro/Tag), andererseits durch eine Kooperation mit der Technischen Universität Berlin (TU) den Architekturstudenten zu Studienzwecken zur Verfügung stellen.
Die zwei Baumhäuser sollen in vier Meter Höhe errichtet werden. Sie sollen auf ca. 4 m² großen Stahlträgersockeln stehen, die mit Holz verkleidet sind und im Innern Gas-, Strom- und Wasserleitungen führen können. Die Häuser selbst sollen jeweils über ca. 25 m² verfügen, eine Innenausstattung aus massivem Fichtenholz erhalten sowie Terrassen aus Lärchenholz und eine Aluminiumfassade.

## Bauten und Entwürfe (unvollständig)
- Resort Baumgeflüster, Deutschland, Bad Zwischenahn
- Coldwater, USA, Florida
- Almke Pfadfinder-Haus Deutschland, Wolfsburg
- Hotel Entre Cielos, Argentinien, Mendoza
- Baumhaus Louisa, Deutschland, Frankfurt